# Мостки (Суражский район)
Мостки — опустевший поселок в Суражском районе Брянской области в составе Лопазненского сельского поселения.

## География
Находится в северо-западной части Брянской области на расстоянии приблизительно 7 км на восток-юго-восток по прямой от районного центра города Сураж.

## История
Известен был с 1920-х годов. На карте 1941 года отмечен как поселение с 19 дворами.

## Население
Численность населения: 6 человек (русские 100 %) в 2002 году, 0 в 2010.